# Rivière Richibouctou
Pour les articles homonymes, voir Richibouctou (homonymie).
La rivière Richibouctou ou Richibucto est l'une des principales rivières du comté de Kent, au Nouveau-Brunswick. Celle-ci se jette dans le détroit de Northumberland après un cours long de plus de 70 kilomètres.

## Géographie

### Cours
La Richibouctou prend sa source dans la forêt, à 16 kilomètres à l'ouest de Harcourt, à environ 100 mètres d'altitude. Elle adopte ensuite une direction est-nord-est, selon l'orientation générale des cours d'eau de la région (Bouctouche, Cocagne, Kouchibouguac). Elle reçoit l'apport de son premier confluent important, la rivière Coal Branch, au hameau de Browns Yard. Elle incline ensuite son cours vers le nord-est, et reçoit, tous les trois ou quatre kilomètres, l'apport de plusieurs affluents importants. Après avoir arrosé Richibouctou, la rivière conflue avec son principal tributaire, la Branche Nord-Ouest. La rivière s'élargit ensuite pour former le havre de Richibouctou. Elle se déverse dans le détroit de Northumberland en passant par le goulet, situé entre la dune Nord de Richibouctou et la dune Sud de Richibouctou.

### Hydrographie
Certains affluents sont des rivières importantes (d'amont en aval) :
- la rivière Coal Branch, en rive droite à Browns Yard.
- la rivière Bass, en rive gauche à Bass River Point.
- la rivière Molus, en rive gauche à Bass River Point.
- la rivière Saint-Nicolas, en rive droite à Mundleville.
- la Branche Nord-Ouest, en rive gauche à Richibouctou.

### Hydrologie
Le bassin hydrographique de la rivière Richibouctou a une superficie de plus de 1 400 km², le deuxième plus important au sud-est de la province après celui de la rivière Petitcodiac.